# Santa María de Sacos
Sacos (oficialmente y en gallego: Santa María de Sacos) es una parroquia del concello de Cerdedo-Cotobade, en la comarca de Tabeirós - Tierra de Montes, provincia de Pontevedra, Galicia, España.